# الإبراهيمية (دسوق)
الإبراهيمية، قرية تابعة للوحدة المحلية لقرية شباس الملح، التابعة لمركز دسوق التابع لمحافظة كفر الشيخ في جمهورية مصر العربية.

## السكان
بلغ عدد سكان الإبراهيمية 6,553 نسمة، حسب الإحصاء الرسمي لعام 2006، منهم 3,279 ذكر و3,274 أنثى.

## توابع القرية
لها 13 تابع من عزب وكفور ونجوع:
- مفتاح
- منصور زعلوك
- علي محمود
- يحيى البدري
- حسن زعلوك
- العتيقي
- ميخائيل بطرس
- الحكيم
- الست وهيبة
- صبحي نخلة
- الخرزاتي
- عفان
- الستري